# Содаларга (Изернија)
Содаларга је насеље у Италији у округу Изернија, региону Молизе.
Према процени из 2011. у насељу је живело 71 становника. Насеље се налази на надморској висини од 530 м.